# Agresti (cognome)
Agresti è un cognome di lingua italiana.

## Varianti
Agrelli, Agreste, Agrestini, Agri, Agricola, Agriesti, Agrio, Agriosi, Agriucci, Aricò, Arigò.

## Origine e diffusione
Cognome tipicamente centro-meridionale, è presente prevalentemente in Toscana, Emilia-Romagna.
Potrebbe derivare dai prenomi Agrio e Agricola e dal mestiere di agricoltore; in senso traslato, potrebbe identificare un carattere ruvido e aspro. Agricola fu anche un cognomen romano. È affine ai cognomi Aiello e Silvestri.
Vi è anche un'antica famiglia nobiliare di origine friulana di nome Agricola, ad oggi rappresentata dal Dott. Antonio Fioravanti Cinci Agricola. 
La variante Agricola è centro-meridionale; Agrio, Agriosi e Agriucci sono napoletani.

## Persone
- Andrea Agresti (1974) – attore, cabarettista e musicista italiano
- Carlo Agresti (2010) – cornista italiano
- Filippo Agresti (1797-1865) – patriota italiano